# Stig Dellborg
Stig Dellborg, född 9 juni 1935 i Göteborg, är en svensk pensionerad officer i Flygvapnet.

## Biografi
Dellborg blev fänrik i Flygvapnet 1957. Han befordrades till löjtnant 1959, till kapten 1965, till major 1972, till överstelöjtnant 1972, till överste 1984 och till överste av 1:a graden 1988.
1984–1986 var han chef för Försvarets materielverk-Flygmateriel (FMV-F). 1986-1989 var han chef för Planeringssektionen (sektion 1) vid Flygstaben. 1990-1994 var han sektorflottiljchef för Upplands flygflottilj (F 16/Se M). 1994-1995 var han chef för det nybildade flygkommandot Mellersta flygkommandot (FK M). Dellborg avgick som överste av 1:a graden 1995.
Dellborg gifte sig 1958 med Birgitta Sjöström, tillsammans fick de tre barn.